# Chongoroi
Chongoroi es un municipio de la provincia de Benguela en Angola. En julio de 2018 tenía una población estimada de 96 907 habitantes.
Se encuentra ubicado en el centro-oeste del país, entre el océano Índico, al oeste, y la meseta de Bié, al este.